# Parque nacional de Pench (Madhya Pradesh)
El parque nacional de Pench es un parque nacional en el estado de Madhya Pradesh, en la India. 
Situado cerca de la localidad de Seoni, esta zona pudo haber servido de inspiración para El libro de la selva de Rudyard Kipling ya que el clan de lobos que acoge a Mowgli se denominan el clan de Seeonee.